# Miltochrista rhipiptera
Miltochrista rhipiptera là một loài bướm đêm thuộc phân họ Arctiinae, họ Erebidae.